# Епархия Платеи
Епархия Платеи (лат. Dioecesis Plataeaënsis) — титулярная епархия Римско-Католической церкви.

## История
Античный город Платеи в первые века христианства был центром одноимённой епархии, ходившей в Фивскую митрополию Константинопольского патриархата.
С 1671 года епархия Платеи является титулярной епархией Римско-Католической церкви.

## Греческие епископы
- епископ Атенодор (упоминается в 344 году);
- епископ Домнин (449—451);
- епископ Плутарх (упоминается в 458 году).

## Титулярные епископы
- епископ Павел Зорчич O.S.B.M.[1] (20.11.1671 — 23.01.1685);
- епископ Марк Зорчич (20.02.1688 — ?);
- епископ Исайя Попович O.S.B.M. (5.11.1689 — 1699);
- епископ Гавриил Турчинович O.S.B.M. (13.08.1701 — ?);
- епископ Гргур Югович O.S.B.M. (20.06.1709 — ?);
- епископ Рафаил Маркович O.S.B.M. (1.01.1712 — ?);
- епископ Георгий Вучинич O.S.B.M. (25.04.1729 — ?);
- епископ Теофил Пашич O.S.B.M. (30.08.1738 — ?);
- епископ святой Хосе Мария Диас Санхурхо O.P. (5.09.1848 — 29.07.1857);
- епископ Юзеф Максимилиан Станевский O.P. (27.09.1858 — 29.11.1871);
- епископ Ferdinand Périer S.J. (10.08.1921 — 23.06.1924) — назначен архиепископом Калькутты;
- епископ Sebastião Tomás O.P. (18.12.1924 — 19.12.1945);
- епископ Juan Carlos Aramburu (7.10.1946 — 28.08.1953) — назначен епископом Тукумана;
- епископ Pedro Luis Maria Galibert T.O.R. (27.04.1954 — 24.12.1965);
  - вакансия с 1965 года.

## Источник
- Annuario Pontificio, Libreria Editrice Vaticana, Città del Vaticano, 2003, ISBN 88-209-7422-3
- Pius Bonifacius Gams, Series episcoporum Ecclesiae Catholicae, Leipzig 1931, стр. 430  (лат.)
- Michel Lequien, Oriens christianus in quatuor Patriarchatus digestus, Parigi 1740, Tomo II, coll. 207—208  (лат.)
- Konrad Eubel, Hierarchia Catholica Medii Aevi, vol. 5, стр. 317—318; vol. 6, стр. 341  (лат.)